# 6493 Cathybennett
6493 Cathybennett este o planetă minoră (asteroid) din centura de asteroizi. A fost descoperită pe 2 februarie 1992 la Observatorul Palomar de Eleanor F. Helin. 
Obiectul prezintă o orbită caracterizată de o semiaxă mare de 1,9489826 UAi, o excentricitate de 0,08, o înclinație de 24,71758 ° în raport cu ecliptica.